# Saint-Palais (Gironda)
Saint-Palais é uma comuna francesa na região administrativa da Nova Aquitânia, no departamento de Gironda. Estende-se por uma área de 9,76 km². Em 2010 a comuna tinha 509 habitantes (densidade: 52,2 hab./km²).